# Suzana Mendes
Suzana Mendes (Benguela) é uma jornalista angolana que se tornou a primeira mulher a assumir o cargo de Editora-Chefe de um jornal no país.
Com uma carreira dedicada ao jornalismo e ao engajamento em causas sociais em Angola, Suzana Mendes foi vice-presidente do Fórum de Repórteres Investigativos de África, com sede em Joanesburgo na África do Sul. Suzana também se destaca na mídia local devido ao seu ativismo relacionado às questões de igualdade de gênero no seu país.

## Percurso
Suzana Mendes licenciou-se e  Ciências da Comunicação pela Universidade Independente de Angola (UNIA).
Ao longo dos seus vinte anos de carreira, ela trabalhou como repórter e fez parte do departamento de programas da Rádio Nacional de Angola (RNA). Mais tarde, Suzana foi trabalhar para o Jornal Agora e foi uma dos membros fundadores do jornal A Capital. Suzana também integrou o painel de comentadoras do programa Elas e o Mundo da Luanda Antena Comercial (LAC). Também é fundadora e diretora do Ngola Jornal.
Sua trajetória tem foco em coberturas eleitoras, nacionais e internacionais, e ela já cobriu as eleições em Moçambique, África do Sul, Estados Unidos da América e Noruega. Ela também deu diversas palestras sobre o tema, assim como palestras sobre “responsabilidade social dos jornalistas” e “o envolvimento da media no combate a violência doméstica”.
Em 2005, ela foi nomeada Editora-Chefe jornal Angolense, onde foi, durante três anos, Directora para Informação. 
Eleita para o Comité Permanente do Fórum de Repórteres Investigativos de África, em 2007, ela foi homenageada em Luanda pelo Instituto de Comunicação Social da África Austral "MISA-Angola".
Suzana foi nomeada em 2012 ao Prêmio Diva da Comunicação, uma gala que visa homenagear os feitos das mulheres angolanas que mais se destacaram durante o ano.
Em 2020, ela se torna  Coordenadora Editorial do Departamento de Informação da Vida TV.
Atualmente, desde 2008, ela integra o Fórum de Mulheres Jornalistas para Igualdade de Género (FMJIG), onde assume o posto de directora para gestão de projectos. Criado em 2009, o fórum pretende reunir jornalistas para desenvolver projectos que visem o alcance da igualdade de género no país. Entre as conquistas do Fórum, está a aprovação da lei contra a violência doméstica depois de uma campanha midiática intitulada "Desafiando o Silêncio"  que ajudou a promover a discussão pública através de programas com as outras organizações e com as instituições do Estado 
O FMJIG também lançou, em outubro de 2020, primeira edição do Prémio Fórum de Jornalismo, que procura destacar as matérias e conteúdos sociais que ao longo do ano visaram a promoção e inclusão da mulher na sociedade.

## Prémios
- Prêmio Diva da Comunicação - Nomeada[5]